# Denise Hillard
Pour les articles homonymes, voir Hillard.
Denise Hillard, née le 4 janvier 1938 à Chalon-sur-Saône et morte le 8 mars 2017 à Thonon-les-Bains, est une bibliothécaire et historienne française.

## Biographie
Denise Hillard est archiviste paléographe (promotion 1963) avec une thèse intitulée Les relations diplomatiques entre Charles VII et Philippe le Bon de 1435 à 1445,.
Elle a été conservateur à la bibliothèque Mazarine.
Elle meurt en 2017.

## Publication
- Traité des eaux artificielles ou Vertus des eaux et des herbes : le texte, ses sources et ses éditions : édition critique : une enquête lexicologique et bibliographique de 1483 à 1625, Genève, Droz, coll. « Cahiers d'humanisme et Renaissance » (no 102), 2012, 569 p. (BNF 42629023).